# Les Trois Grâces (Raphaël)
Pour les articles homonymes, voir Les Trois Grâces.
Les Trois Grâces est un tableau peint par Raphaël actuellement conservé au Musée Condé à Chantilly. Il s'agit d'un des premiers tableaux profanes exécutés par le peintre. On les désigne traditionnellement sous le nom des Grâces, déesses romaines représentant l'Allégresse, l'Abondance et la Splendeur.

## Historique

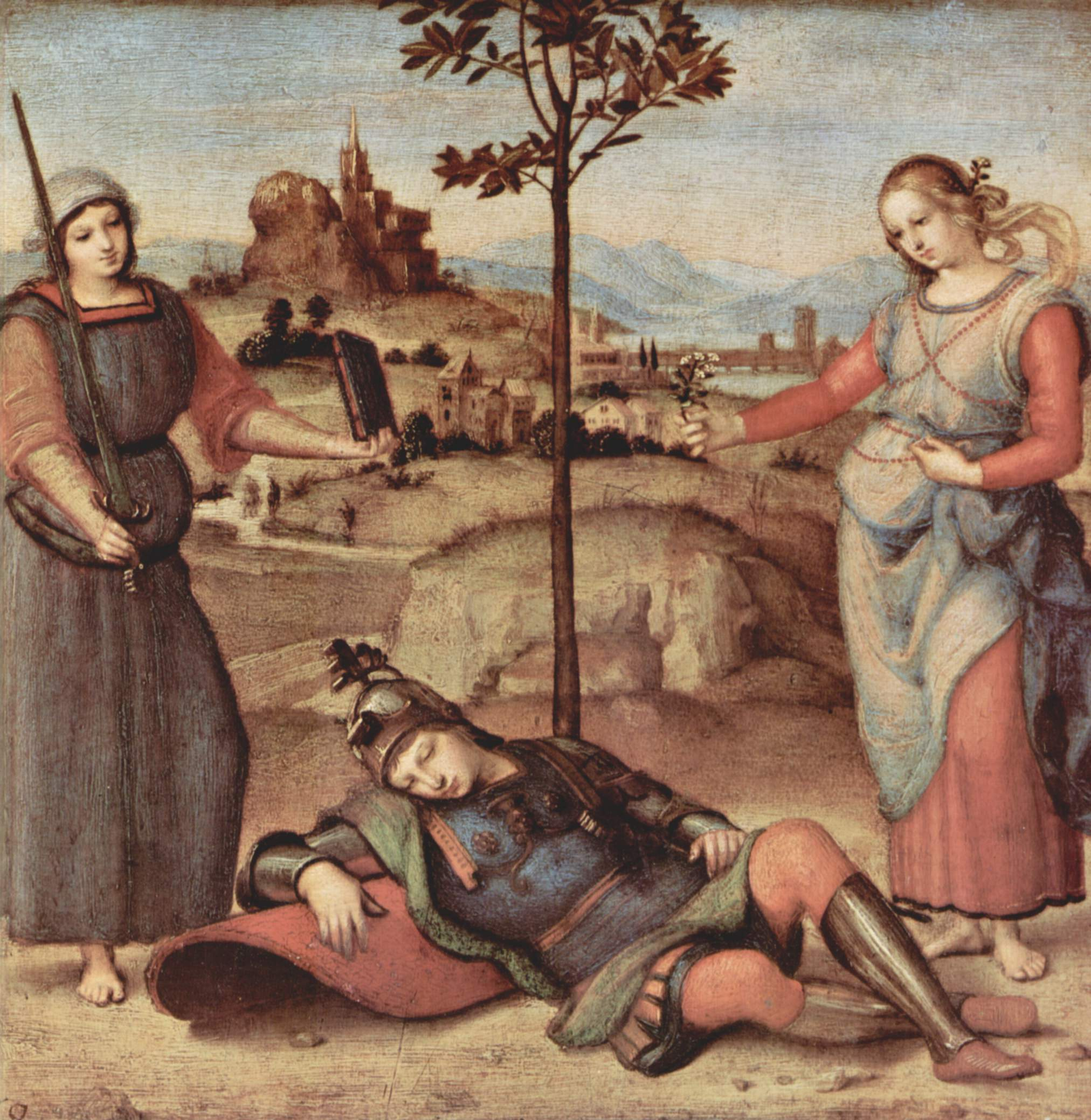
Le Songe du chevalier (1503-1504).

On ne connaît pas la date exacte d'exécution de ce tableau mais il est sans doute réalisé à Urbino après un court séjour effectué à Florence vers la fin de l'année 1504. Des mêmes dimensions que le tableau Le Songe du chevalier, actuellement conservé à la National Gallery de Londres, il en constituait peut-être soit le pendant dans un diptyque, soit le revers. Ils sont mentionnés pour la première fois dans un inventaire de la collection Borghese en 1633 mais ils étaient sans doute déjà séparés l'un de l'autre.
Le tableau reste dans la villa Borghèse jusqu'à l'arrivée des troupes françaises dans Rome en 1800. La famille Borghèse vend alors cette œuvre au commissaire Henry Reboul, qui l'a rapporte en France. Il la revend à un certain Woodburn qui la transporte en Angleterre. Le tableau passe successivement dans les collections de Sir Thomas Lawrence, Lord Ward et Lord Dudley.
Il est acheté par le duc d'Aumale en décembre 1885 pour 25 000 livres. Il est alors placé dans une petite pièce du château de Chantilly, le Santurario, en compagnie de La Madone de la Maison d'Orléans du même peintre, d'un panneau de Fra Filippo Lippi et des quarante miniatures de Jean Fouquet pour le Livre d'heures d'Étienne Chevalier.

## Thème, hypothèses et inspirations
L'attribution du tableau à Raphaël n'a jamais été remise en cause, mais le thème présenté reste énigmatique et a fait l'objet de plusieurs interprétations.
Si l'on s'en tient à son titre traditionnel, le tableau représente les Grâces ou Charites, c'est-à-dire les trois filles de Zeus et Eurynomé (fille d'Océan et de Thétys), Aglaé (splendeur), Euphrosyne (gaieté) et Thalie (fleur). Cette description est cependant contestée.
En effet, selon Erwin Panofsky, il s'agit d'une représentation des Hespérides, tenant leur pomme comme une récompense faite au héros, le chevalier représenté sur l'autre tableau du diptyque, qui serait selon lui Scipion l'Africain. L'ensemble aurait donc été peint pour Scipion di Tommaso Borghese à l'occasion de sa communion en 1500, alors que cette famille et le peintre résidaient alors à Sienne. Raphaël travaillait alors à la bibliothèque de la cathédrale de la ville qui conservait à cette époque une statue antique représentant ce même thème.
Selon Cecil Gould, le paysage du Songe du chevalier est directement inspiré de la peinture florentine et a donc été réalisé sans doute après un déplacement de Raphaël à Florence, auprès de Pier Soderini, alors qu'il travaille à l'atelier du Pérugin à Urbino.
En 1986, une analyse du Centre de recherche et de restauration des musées de France a permis de découvrir le dessin sous-jacent au tableau : la femme de droite avait un geste de pudeur, celle du centre posait ses deux mains sur les épaules de ses voisines et seule celle de gauche portait donc une pomme. Dans ce dessin, étaient donc représentées Minerve, Junon et Vénus (sans son voile de pudeur) choisie par Pâris par la pomme de discorde, à la suite de son jugement du mont Ida. Avec les transformations du tableau final, la scène représente les Hespérides qui, en offrant une pomme, donne l'immortalité.
Cependant Sylvie Béguin a contredit cette hypothèse, en confirmant qu'il s'agissait bien des trois Grâces et non d'un Jugement de Pâris en publiant une médaille frappée de 1486 où la représentation est identique à celle de Raphaël et où les trois jeunes femmes sont identifiées comme des allégories de la Beauté, de l'Amour et de la Pudeur. 
C'est pourquoi Bruno Mottin, dans une étude de 2005, conclut à deux tableaux allégoriques et complémentaires, Les Trois Grâces incarnant des vertus féminines (Beauté, Amour, Pudeur) et Le songe du chevalier des vertus masculines (Justice, Force et Tempérance), visant à réguler les passions, certainement dans le cadre d'un mariage, ce qui justifierait la présence de pommes d'or, les mêmes qui furent données par Gaïa à Zeus et Héra lors de leur mariage.
Selon d'autres historiens de l'art, l'hypothèse du diptyque est remise en cause par la différence de taille des personnages entre les deux tableaux. Selon eux, les deux tableaux formaient une paire, et non un diptyque. Les trois femmes seraient des représentations de servantes de Vénus, présentant les pommes d'or comme symboles de la Vertu du héros de l'autre tableau.
L'archéologue spécialiste des fragments antiques de fresque Alix Barbet a remarqué la similitude des Trois Grâces avec des peintures antiques récurrentes sur plusieurs sites représentant également trois femmes nues dans les mêmes postures. Cela suggérerait que Raphaël connaissait au moins une de ces peintures à son époque.